# Thetis Island
Thetis Island är en ö i Kanada.   Den ligger i provinsen British Columbia, i den sydvästra delen av landet, 3 600 km väster om huvudstaden Ottawa. Arean är 10,4 kvadratkilometer.
Terrängen på Thetis Island är platt. Öns högsta punkt är 155 meter över havet.